# وسترن الکتریک
وسترن الکتریک (انگلیسی: Western Electric) شرکت مخابرات آمریکایی بود، که در سال ۱۸۶۹ تأسیس شد و در سال ۱۹۹۶ منحل گردید.